# Inter Miami CF
Club Internacional de Fútbol Miami, kendt normalt bare som Inter Miami CF, er en amerikansk fodboldklub fra Miami i Florida, som spiller i Major League Soccer.
Klubben blev grundlagt i 2018, og spiller sine hjemmekampe på DRV PNK Stadium i Fort Lauderdale, imens at deres kommende stadion, Miami Freedom Park, er under konstruktion.

## Historie
Miami havde tidligere en MLS klub, Miami Fusion, som gik under i 2002. Over de næste år kom en voksende interesse i at få et nyt hold i Miami, og i 2012 sagde ligaens formand Don Garber offentligt at ligaen gerne ville have et nyt hold i byen.
David Beckham var som del af hans kontrakt da hans skiftede til Los Angeles Galaxy i 2007 givet muligheden for at købe en MLS klub i fremtiden for en pris af 25 millioner dollars. Denne mulighed tog Beckham i februar 2014, og begyndte sammen med andre investorer, at gøre klar til etableringen af et hold i Miami. Planerne om det nye hold blev dog udsat i noget tid, da de havde svært ved at finde en lokation til et stadion.
Det blev i januar 2018 officielt annonceret at ligaen havde godkendt holdet, og at de ville gøre debut i 2020 sæsonen. Senere på året, den 5. september, blev klubbens navn og branding offentliggjort.
Klubben spillede sin første kamp den 1. marts 2020, et 1-0 nederlag til LAFC. Klubbens debutsæson blev præget markant af coronaviruspandemien, og klubben sluttede udenfor slutspillet.

## Stadion

### Miami Freedom Park
En af de største udfordinger klubben havde før den kunne blive godkendt, var at finde en lokation at bygge sin hjemmebane på. Fra 2014 fremsatte klubben flere mulige lokationer, men de blev enten afvist af byen, eller viste sig at være for dyre eller upraktiske. I 2018 fremsatte de planer om en lokation tæt på Miami International Airport, kaldet Freedom Park. Efter lange forhandlinger og planlægning, blev lokationen godkendt i april 2022.
Stadionet kommer til at hedde Miami Freedom Park, og kommer til at være del af et større kompleks, som også vil have kontorpladser, butikker og restauranter.

### DRV PNK Stadium
Inter Miami blev i 2019 enige med Fort Lauderdale om at de kunne flytte ind på grunden ved Lockhardt Stadium i byen, hvilke havde været forladt siden at det tidligere hold Fort Lauderdale Strikers havde gået konkurs i 2016. Som del af aftalen blev det gamle Lockhardt Stadium revet ned, og et nyt stadion og træningsfacilitet blev bygget i stedet. Stadionet blev åbnet i 2020 under navnet Inter Miami CF Stadium, men skiftede i 2021 navn til DRV PNK Stadium (udtales 'Drive Pink') efter at have indgået en sponsoraftale med AutoNation.
Inter Miami vil spille på stadionet frem til de kan flytte ind på Miami Freedom Park. De vil dog stadig bruge træningsfaciliteterne i Fort Lauderdale, og deres reserve- og ungdomshold vil fortsat spille der efter åbningen af Miami Freedom Park.

## Nuværende spillertrup
Oversigten er opdateret til og med 23. Oktober 2023
| Nr. | Land       | Position | Spiller                                 |
| --- | ---------- | -------- | --------------------------------------- |
| 2   | USA        | FO       | DeAndre Yedlin                          |
| 3   | England    | FO       | Kieran Gibbs                            |
| 4   | Sverige    | FO       | Christopher McVey                       |
| 6   | England    | FO       | Mo Adams                                |
| 7   | Brasilien  | MI       | Jean Mota                               |
| 9   | Ecuador    | AN       | Leonardo Campana (Lånt fra Wolves)      |
| 10  | Argentina  | AN       | Lionel Messi                            |
| 11  | Costa Rica | AN       | Ariel Lassiter                          |
| 12  | Zambia     | FO       | Aimé Mabika                             |
| 13  | Mexico     | MI       | Victor Ulloa                            |
| 15  | Bolivia    | FO       | Jairo Quinteros                         |
| 16  | Finland    | MI       | Robert Taylor                           |
| 17  | USA        | AN       | Indiana Vassilev (Lånt fra Aston Villa) |
| 19  | USA        | AN       | Robbie Robinson                         |
| 20  | USA        | FO       | Brek Shea                               |

| Nr. | Land                  | Position | Spiller         |
| --- | --------------------- | -------- | --------------- |
| 21  | Holland               | MM       | Nick Marsman    |
| 22  | USA                   | MI       | Bryce Duke      |
| 24  | USA                   | FO       | Ian Fray        |
| 26  | Brasilien             | MI       | Gregore         |
| 27  | USA                   | MM       | Drake Callender |
| 28  | Dominikanske Republik | MI       | Edison Azcona   |
| 29  | USA                   | MM       | CJ dos Santos   |
| 30  | USA                   | MI       | George Acosta   |
| 31  | Jamaica               | FO       | Damion Lowe     |
| 32  | USA                   | FO       | Noah Allen      |
| 33  | Trinidad og Tobago    | FO       | Joevin Jones    |
| 35  | USA                   | AN       | Felipe Valencia |
| 45  | USA                   | FO       | Ryan Sailor     |
| 94  | Senegal               | MM       | Clément Diop    |

### Udlejet
| Nr. | Land      | Position | Spiller                                         |
| --- | --------- | -------- | ----------------------------------------------- |
| —   | Argentina | FO       | Leandro González Pírez (Udlånt til River Plate) |
| —   | Argentina | MI       | Matías Pellegrini (Udlånt til Estudiantes)      |

| Nr. | Land      | Position | Spiller                                         |
| --- | --------- | -------- | ----------------------------------------------- |
| —   | Mexico    | MI       | Rodolfo Pizarro (Udlånt til Monterrey)          |
| —   | Argentina | AN       | Julián Carranza (Udlånt til Philadelphia Union) |